# Eleven Sports
Eleven Sports era un grupo multinacional de medios deportivos y de entretenimiento. Con sede en el Reino Unido,
El modelo de negocio de Eleven Sports se centró inicialmente en la adquisición de importantes derechos deportivos internacionales en los países más pequeños. La empresa operaba una red de televisión lineal y/o servicios digitales, que transmitía una combinación de deportes premium, de nicho y de base, así como programación original y brindaba servicios de transmisión en vivo SaaS.
En septiembre de 2022, Eleven Sports fue adquirida por DAZN Group. Posteriormente, sus operaciones comerciales se integraron en las operaciones relevantes de la propia plataforma de streaming de deportes del grupo DAZN.

## Historia
Eleven Sports se lanzó por primera vez en Bélgica y Luxemburgo en 2015 con un servicio lineal y OTT.
En febrero de 2016, Eleven Sports adquirió los derechos polacos de la Fórmula 1. En julio de 2016, Eleven Sports adquirió los derechos de la Premier League inglesa en Taiwán. Ambas propiedades fueron comercializadas por la empresa hermana de Radrizzani, MP & Silva.
El 16 de marzo de 2017, Eleven Sports anunció que había adquirido "ciertos activos de distribución" del incipiente canal deportivo internacional estadounidense One World Sports, que había sido reemplazado por una versión estadounidense de Eleven Sports Network antes del anuncio. Los detalles financieros de la venta no fueron revelados.
El 9 de enero de 2018, Eleven anunció que televisaría 120 juegos de la temporada 2017-18 de la NBA G League en los Estados Unidos.
En mayo de 2018, Eleven Sports consiguió un acuerdo de tres años para transmitir partidos de fútbol de La Liga en el Reino Unido e Irlanda, que anteriormente se transmitían en Sky Sports. Dos meses después, consiguieron acuerdos exclusivos de tres años en el Reino Unido para transmitir partidos de la Serie A, previamente transmitidos por BT Sport, la Eredivisie y la Superliga china (ambas anteriormente televisadas por Sky Sports) y la Allsvenskan de Suecia;sin embargo en enero de 2019, Eleven Sports abandonó sus derechos sobre la Serie A y la Eredivisie, cediéndoselos a Premier Sports. Este último canal de televisión también ganó los derechos de la Superliga china y la Allsvenskan sueca, dejando a Eleven con los derechos exclusivos de La Liga, los play-offs de la Segunda División, la Copa del Rey y la Supercopa de España hasta al menos el final de la temporada.
Posteriormente en mayo de 2018, Eleven vendió una participación del 50% en sus operaciones polacas a Telewizja Polsat por alrededor de 38 millones de euros.

En 2018, Eleven Sports lanzó sus servicios en Myanmar bajo la marca MY Sports, la cual transmitiía partidos de la selección nacional absoluta de Birmania, la selecciones sub-23, sub-21 y sub-18, y también emitía en exclusiva la Liga Nacional de Birmania, el General Aung San Shield, la Serie A, la FA Cup y la Superliga china. También tenían asociaciones con MRTV-4, Channel 7, MRTV, Mizzima TV y Fortune TV para transmitir partidos de fútbol bajo MY Sports.
En marzo de 2019, Eleven renovó sus derechos sobre la Fórmula 1 en Polonia hasta 2022, sublicenciando también los resúmenes a Polsat y las repeticiones de carreras a TVP. También lanzó servicios en Japón, siendo este su undécimo mercado, transmitiendo juegos de los equipos de la NPB Farm League con cobertura digital asociada. En julio de 2019, cerca del resto de Eleven Sports Polonia se vendió a Polsat y el dueño de Eleven, Andrea Radrizzani, conservó una sola acción.En julio de 2019, Eleven Sports UK comenzó a reducir sus operaciones y Radrizzani admitió que intentar competir con el duopolio existente de Sky Sports y BT Sport fue un "error".
En junio de 2020, Eleven adquirió los derechos de la Pro League, la División B y la Superliga Femenina en Bélgica hasta la temporada 2024-25, y luego anunció una asociación con Mediapro para dichos derechos como parte de una serie más amplia de proyectos.
En agosto de 2020, la empresa anunció un reposicionamiento denominado "Eleven 2.0", que incluía un reenfoque (inicialmente en Bélgica, Italia y Portugal) para incluir más derechos deportivos "premium", y también el lanzamiento de nuevos mercados verticales para deportes femeninos, deportes locales ("Eleven Next") y deportes electrónicos. También se presentó un nuevo logotipo que rebautizaba a la emisora como "Eleven".
En noviembre de 2020, Eleven adquirió MyCujoo, que se integró en 2021 para formar un negocio de streaming de consumo más grande.
En marzo de 2021, Eleven adquirió Team Whistle, una empresa estadounidense de medios digitales centrada en contenidos relacionados con el deporte.
En abril de 2022, Eleven anunció que apoyaría la distribución de la plataforma OTT de FIFA, FIFA+.
En septiembre de 2022, DAZN Group anunció que adquiriría los negocios de medios deportivos de Eleven, en una venta completada el 15 de febrero de 2023. El acuerdo no incluía sus operaciones en Japón (donde el servicio pasó a la marca Easy Sports) ni sus operaciones polacas (de las que Polsat adquirió la participación restante más tarde ese año). La empresa comenzó a fusionar las operaciones de Eleven con el negocio DAZN en 2023 y utilizó su base de clientes existente para lanzar el servicio DAZN en Bélgica, Portugal y Taiwán.